# Rat bike
 (juillet 2014).
Si vous disposez d'ouvrages ou d'articles de référence ou si vous connaissez des sites web de qualité traitant du thème abordé ici, merci de compléter l'article en donnant les références utiles à sa vérifiabilité et en les liant à la section « Notes et références ».

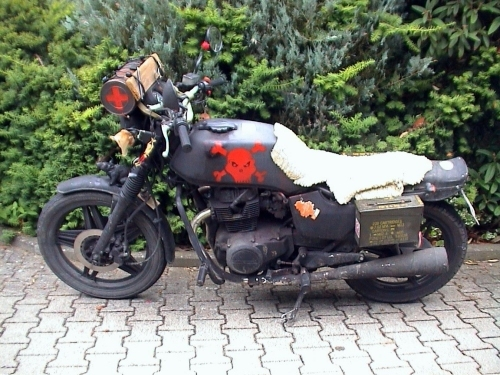
Un rat bike sur base de Honda CB 400 N.

Un rat bike est une moto personnalisée, avec pour principales caractéristiques les modifications de bas coût et le bricolage permettant une réparation juste suffisante pour pouvoir rouler,.
Sur un concept similaire, on trouve les styles survival bike et junk bike. On peut également croiser ces fameux rat's bikes fabriqués pièce par pièce par le propriétaire à partir d'un cadre simple et en installant toutes les pièces à sa manières à partir d'autres modèles.

## Description

### Rat bike
Le principe d'origine du rat bike est le dépouillement du véhicule pour le transformer en sa plus simple expression. Les pièces enjoliveurs sont déposées et il n'est pas rare qu'au mépris de la sécurité et du confort les rétroviseurs et le rembourrage de selle soient de même retirés.
L'esthétique résultante fait donc grand place à la mécanique moteur et au châssis.
Pour forcer l'idée de dépouillement au profit de la mécanique pure, il est recherché de cacher les pièces apportant de la préciosité visuelle, ainsi les chromes et aluminium sont dissimulés sous une couche de peinture noire mate, la matité de cette peinture apportant la simplicité visuelle la plus extrême que l'on puisse imaginer. Parfois les pièces de série trop modernes sont remplacées par des pièces de récupération ou bricolées, telles que les pots de détente, les réservoirs ou les feux.
La préciosité avec laquelle sont traitées certaines transformations extrêmes est quelque peu contradictoire avec l'intention de départ et prête à critique. Le résultat visuel rappelle de fait le matériel militaire qui, pour des questions de camouflage, dissimule sous de la peinture mate le moindre élément susceptible de briller tout en s'affranchissant de toute décoration.
Ainsi par extension il est fréquent que le rat bike sorte quelque peu de son intention de départ pour se perdre dans l'apport de décorations discutables recherchant une identité militaire et post-nucléaire, telles que des croix de fer, des motifs ou slogans morbides, pour donner ainsi naissance à de nouveaux styles appelés Survival bike et Junk bike.

### Survival bike
Il s'agit d'une moto dépouillée de toute référence visuelle moderne trop technique ou trop neuve, pour ressembler aux véhicules que l'on pourrait imaginer voir dans une époque de survie, par exemple dans un scénario post-nucléaire ou dans des films type Mad Max. Elle est transformée selon les principes de base des rat bikes, néanmoins la couleur noire n'est pas une finalité, admettant des rouges ou des kakis par exemple, la matité restant de rigueur. L'apport d'éléments portant l'identité de la réparation de fortune donne tout leur caractère aux survival bikes : filet de corde, vieilles sacoches, feux et pots de détente de récupération, durits multiples, etc.

### Junk bike
Dans un style encore décliné du survival bike, les junk bikes arborent un visuel fortement détérioré où chaque pièce est intentionnellement oxydée, patinée, griffée, etc., ou récupérée comme telle sur des épaves.